# シヴァー
「シヴァー」 (Shiver) はイギリスのロックバンド、コールドプレイのシングル。コールドプレイのアルバム『パラシューツ』に収録されている。『パラシューツ』発売に先駆けて先行リリースされた。
「シヴァー」はコールドプレイの古い楽曲の一つであり、1999年より早い時期からコンサートで演奏されていた。これは同じく『パラシューツ』に収録されている"イエロー"や"エブリシング・ノット・ロスト"、"トラブル"などの2000年頃に書かれた曲とは対照的である。
後に行われたワールドツアーである"A Rush of Blood to the Head Tour"ではセットリストから外されたが、『ライブ 2003』では2年ぶりに演奏している姿を見ることができる。バンドはジョークで「この曲を7年間演奏して疲れるようになった」と語った。

## 収録曲
- Promo (UK)

1. "Shiver" - 5:02

- CD (UK)

1. "Shiver" – 5:02
2. "For You" – 5:45
3. "Careful Where You Stand" – 4:47

- Promo (US)

1. "Shiver" - 4:59

## プロモーション・ビデオ
シヴァーのプロモーション・ビデオはレディオヘッドのNo SurprisesのPVを製作したGrant Geeがディレクターを務めている。コールドプレイが小さなスタジオで演奏しているシンプルなビデオである。